# Montafonerbahn
| Ein Zug nach Schruns verlässt die Station Kaltenbrunnen |                                |                                             |                                             |
| |                                |                                             |                                             |
| Kursbuchstrecke (ÖBB): | 420                            |                                             |                                             |
| Streckenlänge: | 12,874 km                      |                                             |                                             |
| Spurweite: | 1435 mm (Normalspur)           |                                             |                                             |
| Streckenklasse: | D4                             |                                             |                                             |
| Stromsystem: | bis April 1972: 800 V =        |                                             |                                             |
| Stromsystem: | ab April 1972: 15 kV 16,7 Hz ~ |                                             |                                             |
| Maximale Neigung: | 25,25 ‰                        |                                             |                                             |
| Minimaler Radius: | 170 m                          |                                             |                                             |
| Streckengeschwindigkeit: | 90 km/h                        |                                             |                                             |
| |                                |                                             |                                             |
| \| \| \| von Lindau \| \| \| \| 0,000 \| Bludenz \| Bludenz \| \| \| \| Anschlussbahn Umspannanlage Bürs \| \| \| \| \| Arlbergbahn nach Innsbruck \| \| \| \| 1,684 \| Anschlussbahn Unterwerk Bludenz ÖBB \| Anschlussbahn Unterwerk Bludenz ÖBB \| \| \| 1,921 \| Bludenz Moos \| Bludenz Moos \| \| \| 2,786 \| Brunnenfeld–Stallehr \| Brunnenfeld–Stallehr \| \| \| 2,792 \| Anschlussbahn Burtscher GmbH \| Anschlussbahn Burtscher GmbH \| \| \| \| Alfenz \| \| \| \| 2,871 \| Anschlussbahn Zementwerk Lorüns \| Anschlussbahn Zementwerk Lorüns \| \| \| 3,046 \| Anschlussbahn Zementwerk Lorüns \| Anschlussbahn Zementwerk Lorüns \| \| \| \| Ill \| \| \| \| 4,075 \| Lorüns \| Lorüns \| \| \| \| Ill \| \| \| \| 6,906 \| St. Anton im Montafon \| St. Anton im Montafon \| \| \| 8,142 \| Vandans \| Vandans \| \| \| 10,281 \| Kaltenbrunnen \| Kaltenbrunnen \| \| \| 10,477 \| Anschlussbahn Wasserkraftwerk Rodund \| Anschlussbahn Wasserkraftwerk Rodund \| \| \| 10,995 \| Verladestelle naturwärme montafon \| Verladestelle naturwärme montafon \| \| \| 11,500 \| AB zum Umladebhf. nach Partenen (1927–2013) \| AB zum Umladebhf. nach Partenen (1927–2013) \| \| \| \| Litz \| \| \| \| 11,750 \| Tschagguns \| Tschagguns \| \| \| 12,717 \| Schruns \| Schruns \| |                                |                                             |                                             |
| Strecke |                                | von Lindau                                  | von Lindau                                  |
| Bahnhof | 0,000                          | Bludenz                                     | Bludenz                                     |
| Abzweig geradeaus und nach rechts |                                | Anschlussbahn Umspannanlage Bürs            | Anschlussbahn Umspannanlage Bürs            |
| Abzweig geradeaus und nach links |                                | Arlbergbahn nach Innsbruck                  | Arlbergbahn nach Innsbruck                  |
| Abzweig geradeaus und von links | 1,684                          | Anschlussbahn Unterwerk Bludenz ÖBB         | Anschlussbahn Unterwerk Bludenz ÖBB         |
| Haltepunkt / Haltestelle | 1,921                          | Bludenz Moos                                | Bludenz Moos                                |
| Haltepunkt / Haltestelle | 2,786                          | Brunnenfeld–Stallehr                        | Brunnenfeld–Stallehr                        |
| Abzweig geradeaus und von rechts | 2,792                          | Anschlussbahn Burtscher GmbH                | Anschlussbahn Burtscher GmbH                |
| Brücke über Wasserlauf |                                | Alfenz                                      | Alfenz                                      |
| Abzweig geradeaus und nach links | 2,871                          | Anschlussbahn Zementwerk Lorüns             | Anschlussbahn Zementwerk Lorüns             |
| Abzweig geradeaus und nach links | 3,046                          | Anschlussbahn Zementwerk Lorüns             | Anschlussbahn Zementwerk Lorüns             |
| Brücke über Wasserlauf |                                | Ill                                         | Ill                                         |
| Haltepunkt / Haltestelle | 4,075                          | Lorüns                                      | Lorüns                                      |
| Brücke über Wasserlauf |                                | Ill                                         | Ill                                         |
| Bahnhof | 6,906                          | St. Anton im Montafon                       | St. Anton im Montafon                       |
| Haltepunkt / Haltestelle | 8,142                          | Vandans                                     | Vandans                                     |
| Haltepunkt / Haltestelle | 10,281                         | Kaltenbrunnen                               | Kaltenbrunnen                               |
| Abzweig geradeaus und von rechts | 10,477                         | Anschlussbahn Wasserkraftwerk Rodund        | Anschlussbahn Wasserkraftwerk Rodund        |
| Blockstelle | 10,995                         | Verladestelle naturwärme montafon           | Verladestelle naturwärme montafon           |
| Abzweig geradeaus und ehemals nach rechts | 11,500                         | AB zum Umladebhf. nach Partenen (1927–2013) | AB zum Umladebhf. nach Partenen (1927–2013) |
| Brücke über Wasserlauf |                                | Litz                                        | Litz                                        |
| Haltepunkt / Haltestelle | 11,750                         | Tschagguns                                  | Tschagguns                                  |
| Kopfbahnhof Streckenende | 12,717                         | Schruns                                     | Schruns                                     |

Koordinaten: 47° 4′ 46,7″ N, 9° 55′ 2,6″ O
Die Montafonerbahn ist eine normalspurige Nebenbahn in Österreich. Die 12,717 Kilometer lange Stichbahn verbindet seit dem 18. Dezember 1905 Schruns und das untere Montafon mit Bludenz, dort ist sie mit der Arlbergbahn und der Bahnstrecke Lindau–Bludenz verknüpft. Die Strecke ist als Linie „S 4“ der S-Bahn Vorarlberg in den Verkehrsverbund Vorarlberg integriert und befindet sich im Eigentum der Montafonerbahn AG. Sie fungiert sowohl als Eisenbahninfrastrukturunternehmen als auch als Eisenbahnverkehrsunternehmen. Von den Einheimischen wird die Strecke „Bähnle“ oder – in Anlehnung an die Betreibergesellschaft – „Mobah“ genannt. In Schruns, Tschagguns, Vandans und Bludenz besteht die Möglichkeit, in die Busse der Region umzusteigen. Depot, Werkstätte, Fahrdienstleitung, Fahrkartenschalter und Verwaltung befinden sich am bzw. im Bahnhof Schruns.

## Geschichte
Bereits 1869 gab es Pläne für eine Bahn unter dem Zeinisjoch als Alternativtrasse zur Arlbergbahn. Für diese „Zeynesjochbahn“ wurden noch 1872 Trassen- und Tunnelstudien vorgenommen, und der Professor für Geologie und Mineralogie in Wien, Gustav Adolf Koch, erstellte ein geologisches Gutachten. Doch die Streckenführung durch das Kloster- und Stanzertal erwies sich als vorteilhafter, denn die Bahn durch das Montafon hätte eine größere Streckenlänge, eine längere Bauzeit und ungünstigere klimatische und geologische Verhältnisse bedeutet.
Die Planungen für den Bahnbau im Montafon begannen mit der Eröffnung der Arlbergbahn im Jahr 1884. Maßgeblich an diesen Plänen beteiligt waren damals der Standesrepräsentant und Sternen-Wirt Jakob Stemer sowie der Mühlen-Besitzer Wilhelm Mayer. 1904 erwarb die in Gründung befindliche Montafonerbahn-Aktiengesellschaft das 1895 erbaute Litzkraftwerk.
Die Erbauer der Montafonerbahn erwogen damals auch eine Verlängerung der Bahn bis nach Davos, und auch von einer Zahnradbahn nach Gargellen sowie einem Oberleitungsbus nach Gaschurn war die Rede.

Geschmückte Zuggarnitur zur Eröffnung am 18. Dezember 1905 im Bahnhof Schruns

Sie war eine der ersten elektrisch betriebenen Vollbahnen der österreichisch-ungarischen Monarchie. Heute ist sie – neben der nur noch im Gelegenheitsverkehr betriebenen Museumsbahn Wälderbähnle – die einzige Privatbahn im österreichischen Bundesland Vorarlberg.
Im ersten Betriebsjahr beförderte das neue Verkehrsmittel fast 82.000 Personen. Während eines Hochwassers im Juni 1910 wurde mehr als die Hälfte der Bahnstrecke vernichtet – es kamen starke Regenfälle und die verspätete Schneeschmelze zusammen. Der Betrieb konnte erst im Oktober teilweise wiederaufgenommen werden, und zwischen Juli 1910 und September 1911 wurde ein Schienenersatzverkehr mit Pferdefuhrwerken zwischen Lorüns und St. Anton eingerichtet.
Durch die Elektrifizierung der Arlbergbahn musste 1924 die mit Gleichstrom betriebene Oberleitung der MBS im Bahnhof Bludenz abgebaut werden. Aus diesem Grund konnten die Züge der Montafonerbahn nicht mehr aus eigener Kraft in den Bahnhof einfahren und mussten von Dampflokomotiven geschleppt werden. Nachdem Versuche mit elektrischen Blei-Akkumulatoren in den Triebwagen keine zufriedenstellende Lösung darstellten, wurden in die Triebwagen schließlich Benzinmotor-Aggregate eingebaut.

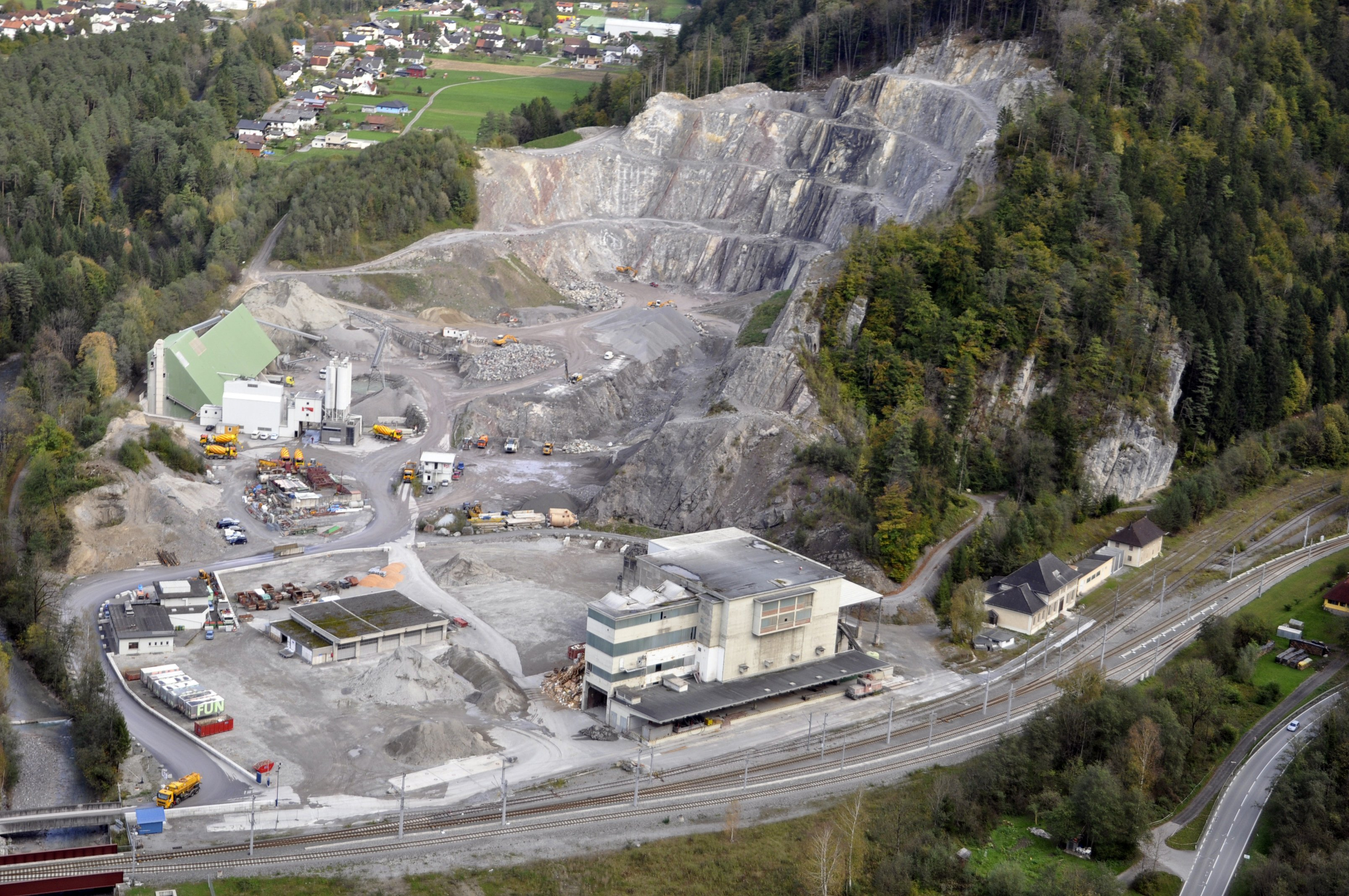
Steinbruch und ehemaliges Zementwerk Lorüns mit Alfenzbrücke (ganz links), Alfenzwerk (rechts), Montafonerbahn und Anschlussbahn

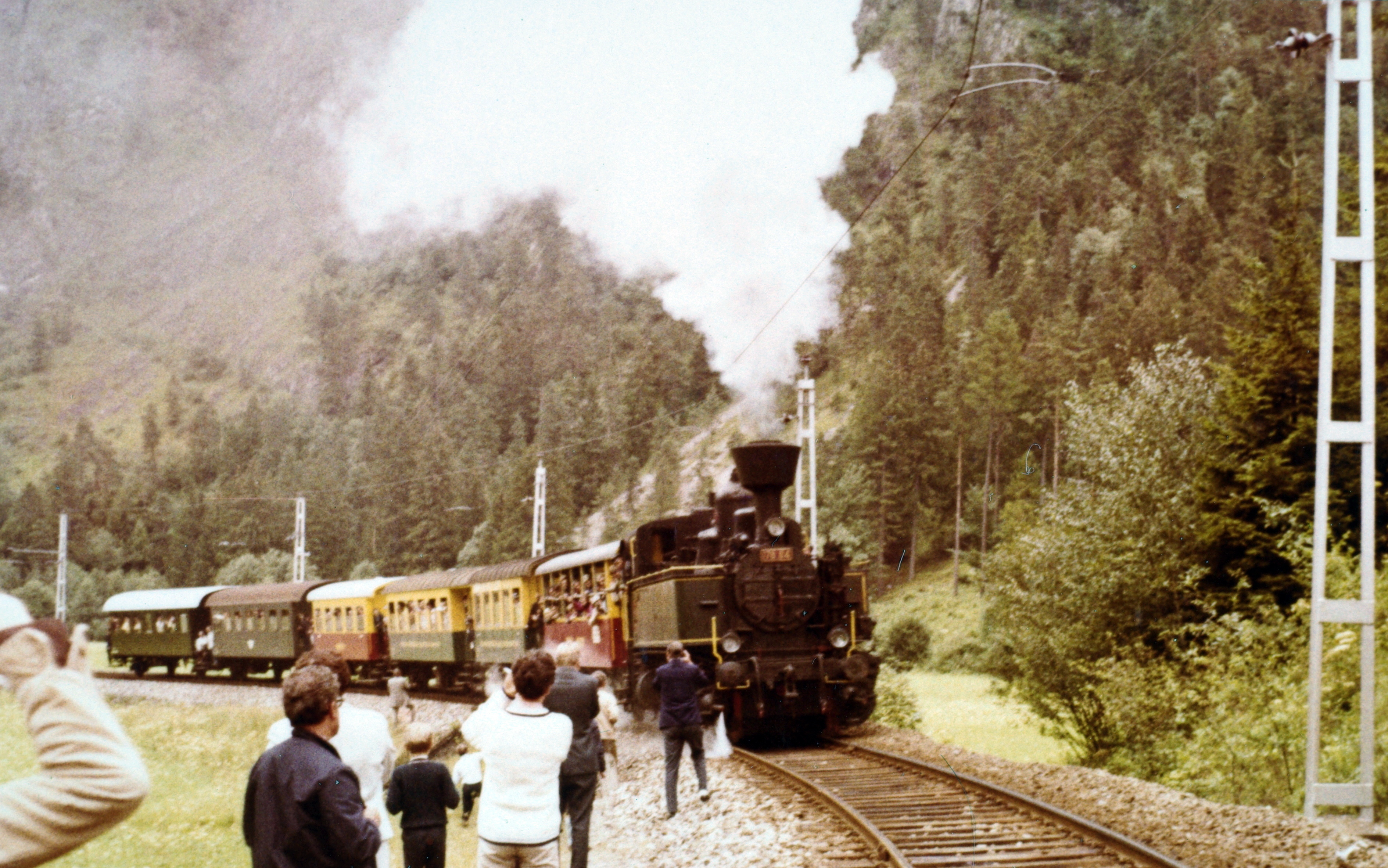
Ein Dampfsonderzug im Jahr 1972

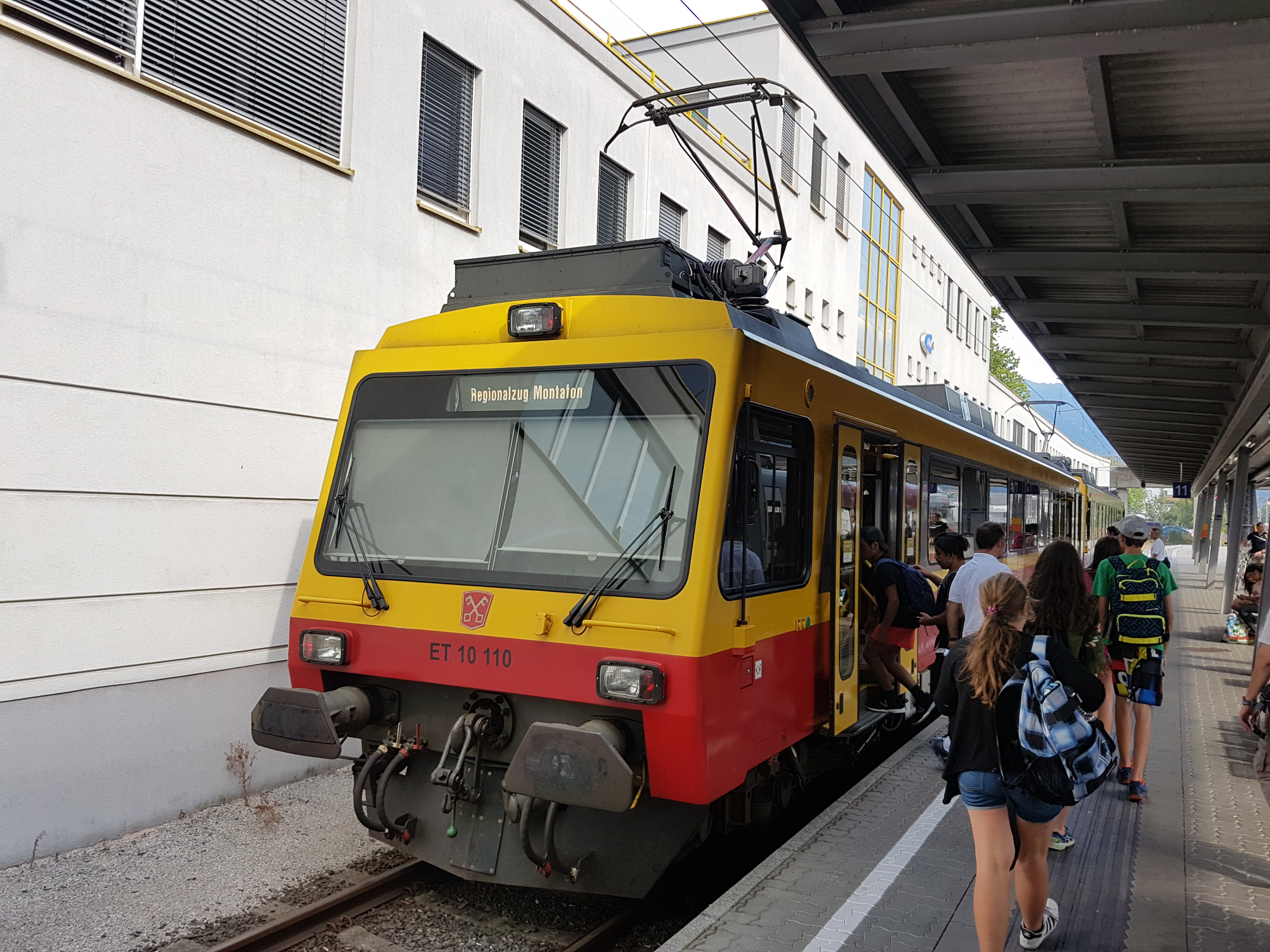
Montafonerbahn im Jahr 2018 auf dem damals von ihr häufig genutzten Stumpfgleis (Bahnsteig 11) in Bludenz

Mit dem Beginn der Arbeiten der Vorarlberger Illwerke 1924 wurde der Güterverkehr auf der Bahnstrecke nach Schruns stark belebt. Insbesondere während des Baues der Illwerke-Anlagen auf Vermunt und Rodund zwischen 1927 und 1948 stellte die Bahn ihre bedeutende Transportkapazität unter Beweis. Das ehemalige Zementwerk Lorüns benötigte in den 1920er Jahren 1500 Waggons Kohle pro Jahr, manchmal auch noch mehr. Im Gegensatz dazu wurden die um 1990 jährlich vom Zementwerk benötigten 10.000 Tonnen Heizöl trotz Bahnanschluss per LKW angeliefert. 1954 wurde auch die 1927 zur Errichtung der Kraftwerksanlagen erbaute Schmalspurbahn nach Partenen eingestellt, welche während und nach dem Krieg sogar Personen beförderte.
In den Anfangsjahren wurde der Betrieb auf der Montafonerbahn durch die k.k. Staatsbahnen bzw. BBÖ im auf Rechnung der Montafonerbahn AG durchgeführt. Ab 1. August 1926 übernahm die Montafonerbahn den Betrieb selbst.
Nach einem Umbau der Oberleitungsanlagen und der Energieversorgungsanlagen im Jahr 1950 wurde die Spannung der Oberleitung von 650 auf 750 Volt erhöht.
1955 feierte die Montafonerbahn ihr fünfzigstes Jubiläum, und mit einem dieselbetriebenen „Uerdinger Schienenbus“ wurde das damals modernste Fahrzeug der deutschen Nebenbahnen angeschafft. Damit konnte das Problem der zwei verschiedenen Stromsysteme im Bahnhof Bludenz beseitigt werden (ÖBB: Wechselstrom, MBS: Gleichstrom).
Durch einen weiteren Umbau der Umformerwerke wurde die Oberleitungsspannung im Jahr 1965 weiter auf 800 Volt erhöht. Seit Ende der 1960 erhielten die Zuggarnituren ihre für viele Jahre typische rot-gelbe Lackierung. In den 1970er und 1980er Jahren wurde für touristische Zwecke auch ein Dampfsonderzug eingesetzt. Nach der am 6. März 1972 erfolgten Umstellung von 800 Volt Gleichstrom auf Wechselstrom wurde die Bahnstrecke Bludenz–Schruns grundlegend modernisiert.

## Aktuelle Entwicklung
Um die Jahrtausendwende wurde die Montafonerbahn in den Verkehrsverbund Vorarlberg (VVV) integriert.
2002 verkehrten Züge erstmals durchgehend von Schruns nach Bregenz und retour. Begegnungsmöglichkeiten bestehen von Anfang an in St. Anton sowie seit 2010 in Höhe des ehemaligen Zementwerkes Lorüns.
Die damals noch nordwestlich der jetzigen S16 befindliche Haltestelle Brunnenfeld wurde in den 1960er Jahren um knapp 300 Meter in Richtung Schruns verlegt; die Haltestelle Bludenz-Moos entstand erst nach den 1950er Jahren.
Im April 2005 wurde das 100-jährige Bestehen mit einer Ausstellung moderner und historischer Lokomotiven im Bahnhofsgelände begangen.
Im Oktober 2007 begannen die Arbeiten zur Verlegung der Bahntrasse im Bereich Alma bei St. Anton im Montafon, welche am 12. April 2008 abgeschlossen wurden.
Im Sommer 2010 wurde zur Beschleunigung der Bahnstrecke im Bereich Lorüns ein 1½ km langer Streckenabschnitt neutrassiert. Zusätzlich wurden zwei Brücken über die Alfenz und über die Ill sowie eine zusätzliche Begegnungsstelle auf Höhe des Brech- und Siebwerkes Lorüns neuerrichtet und die Haltestelle Brunnenfeld–Stallehr umgebaut.
Die reguläre Fahrzeit von Reisezügen zwischen Schruns und Bludenz beträgt in beiden Richtungen jeweils 19 Minuten. Alle Stationen außer den beiden Endbahnhöfen und dem Kreuzungsbahnhof St. Anton sind Bedarfshaltestellen. An einigen Haltestellen (z. B. Brunnenfeld–Stallehr) sind Taster zum Bekanntgeben des Einsteigewunsches installiert.
Jahrzehntelangen auch juristischen Auseinandersetzungen zwischen der Bahn und Anwohnern, die vom lauten Quietschen der Radsätze in der engen Kurve vor dem Bahnhof Schruns genervt waren, wurde dort zunächst mit einer Sprinkleranlage zu begegnen versucht. Später installierte die MBS eine Schmieranlage.
Nachdem diese unbefriedigend funktionierte, wurde um 2016 eine Anlage einer slowenischen Firma, welche die lästigen Geräusche nun weitgehend eliminiert, eingebaut.
2015 wurde ein möglicher Ausbau der Bahnstrecke bis St. Gallenkirch, 2019 bis Partenen erwogen und mit der Detailplanung der Verlängerung der Bahnstrecke bis Gaschurn begonnen.
Die geschätzten Kosten dafür liegen bei etwa 284 Millionen Euro.
Die Bahn erbringt im Auftrag des Landes Vorarlberg und des Bundes im Rahmen von Verkehrsdiensteverträgen Beförderungsleistungen im Montafon. Zuletzt wurde solch ein Vertrag im Dezember 2019 beschlossen. Weiterhin soll ein durchgehender Halbstundentakt eingeführt werden. Die öffentliche Hand beteiligt sich auch an Investitionen beispielsweise in die Sicherungstechnik der Bahn.
2019 beförderte die Montafonerbahn etwa 1,14 Millionen Reisende sowie 3934 Tonnen Güter und erbrachte etwa 245.000 Fahrplankilometer.
Jahrzehntelang konnte man Fahrkarten auch in den Zügen der Montafonerbahn beim Personal ohne Aufpreis kaufen. Nachdem alle Stationen sukzessive bis zum 1. Oktober 2020 mit Fahrkartenautomaten ausgestattet wurden, ist dieses Service eingestellt worden.
Mit dem Fahrplanwechsel 2021 erfolgte eine erneute Ausweitung der Betriebszeiten: An Samstagen, Sonn- und Feiertagen pendelt eine Garnitur nach Mitternacht nun noch länger zwischen Bludenz und Schruns; der letzte Kurs erreicht Schruns planmäßig um 02:42 Uhr in der Früh. 2022 und 2023 lag die Fahrplankilometerleistung bei 310.000 km/Jahr.

## Zukunft
Als nächste größere Maßnahmen bis 2025 sind ein zweites Gleis zwischen Vandans und St. Anton sowie Umbauten von Eisenbahnkreuzungen und die Anpassung von Bahnsteigen an die ÖBB-Triebzüge geplant. Bis 2024 darf es keine unbeschrankten Bahnübergänge auf der Strecke mehr geben. Unter anderem muss der unfallträchtige, nur mit Rotlicht ausgestattete „Alma-Bahnübergang“ (Kreuzung der L 188 mit der Bahnlinie am Kilometer 5,2) südöstlich von Lorüns bis Juli 2024 mit einer Vollschrankenanlage gesichert werden. Im Zuge des geplanten Baues einer Ortsumfahrung Lorüns zwischen der Bahn und der Ill ist dort ggf. die Verschwenkung eines kurzen Abschnitts der Bahntrasse erforderlich.

## Fahrzeugeinsatz

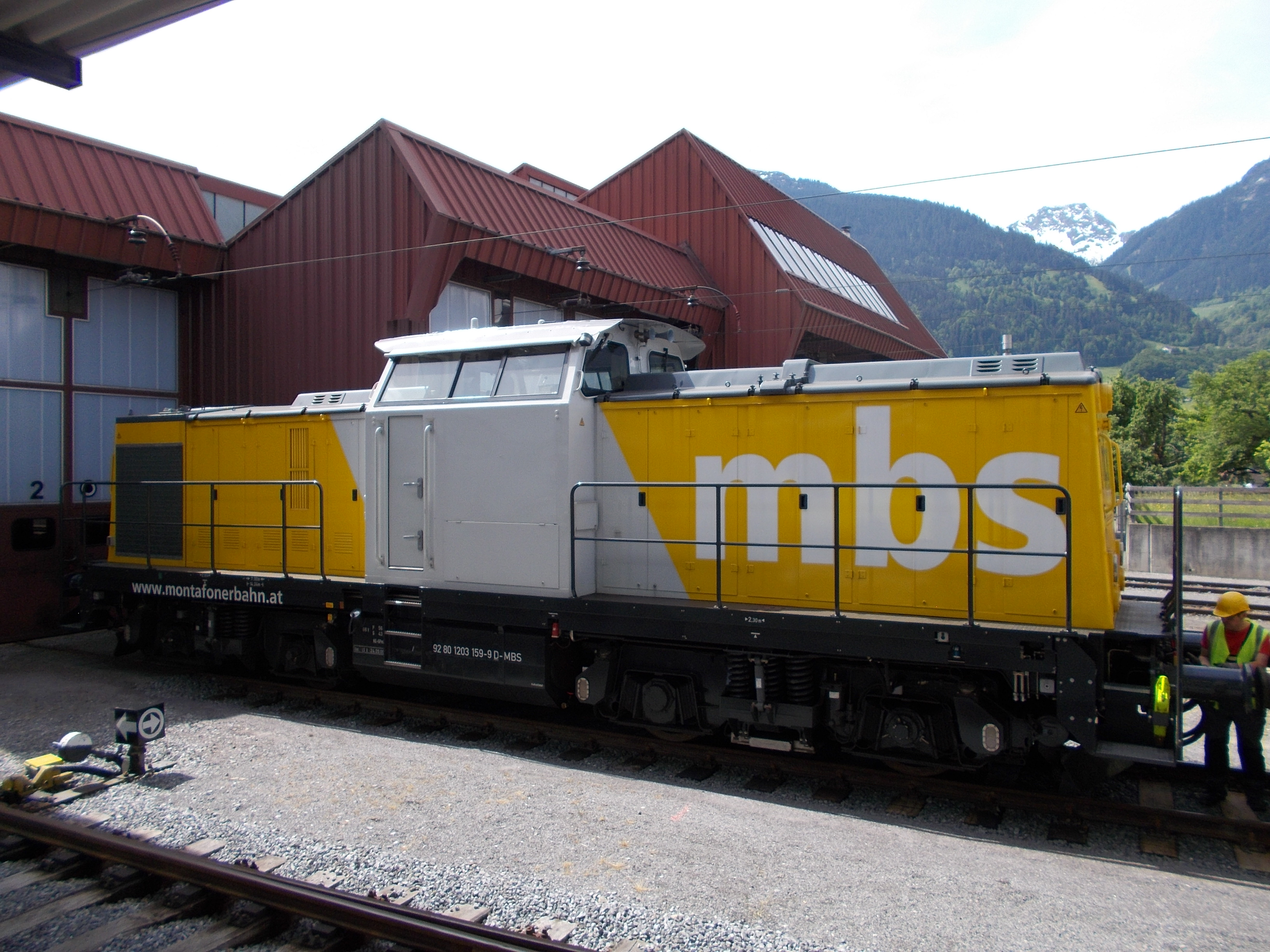
Von Alstom auf der Basis der Reichsbahn-Baureihe V 100.1 bzw. BR 110 für die MBS umgebaute Diesellok (2015)

Zur Eröffnung der Bahnstrecke wurden zwei Triebwagen der Baureihe kkStB 20.0, ein Personenwagen und zwei Güterwagen angeschafft.
Im Laufe der Jahre kamen alle Fahrzeuge zum Einsatz, welche sich im Besitz der MBS befanden, zeitweise auch Uerdinger Schienenbusse. Der mittlerweile verschrottete ET 10.101 wurde von der Bad Eilsener Kleinbahn in Niedersachsen/Deutschland erworben, wo er als ET 204 eingesetzt worden war.
Das erste moderne Fahrzeug der Montafonerbahn war der 1965 in der eigenen Werkstätte aus dem Dieseltriebwagen VT 63.905 der DB umgebaute Zweisystemtriebwagen ET 10.103. Im Hinblick auf die bereits absehbare Umstellung der Strecke Bludenz – Schruns auf das von den ÖBB verwendete Wechselstromsystem war dieses Fahrzeug sowohl für den Einsatz unter 800 V Gleichstrom als auch unter 15 kV 16,7 Hz Wechselstrom eingerichtet worden. Nachdem die Umstellung 1972 erfolgt war, erhielt der für jene Zeit komfortable Umbau-Triebwagen 1974 einen Zwilling in Form des ET 10.104, welcher auf dem Untergestell des DB VT 63.907 entstanden und ausschließlich unter Wechselstromfahrleitung einsetzbar war. Die noch bis 2008 als Reserve vorgehaltenen Fahrzeuge wurden durch den Verein Pro Bahn Vorarlberg übernommen, wo der ET 10.104 heute für Sonderfahrten angemietet werden kann, während ET 10.103 als Ersatzteilspender dient.
1969–1972 übernahm die Montafonerbahn nacheinander die Dieseltriebwagen ABDm 2/4 7–9 von der Schweizerischen Mittelthurgaubahn, welche dort durch die 1965 erfolgte Elektrifizierung überflüssig geworden waren. Aus den Triebwagen 8 und 9 entstanden die Steuerwagen ES 10.203 und 204 für den Einsatz mit den ET 10.103–104. Der ES 10.203 lief bis 1990 auch in der aus ehemaligen Stahlwagen der Schweizerischen Bundesbahnen gebildeten Garnitur des Schülerzuges, welche mit dem Gepäcktriebwagen ET 10.106 (ex ÖBB 4060.02) bespannt war. Von 1990 bis 2003 wurde für den zunehmenden Schülerverkehr dann ein vierteiliger Wendezug mit dem Triebwagen ET 10.105 eingesetzt, welcher zuvor als 4130.02 Transalpin im höherwertigen Schnellzugverkehr der Österreichischen Bundesbahnen gelaufen war. Bis Ende der 1980er Jahre gab es Kurswagen-Verbindungen Dortmund-Schruns-Dortmund (FD 712/713).
Im Jahr 1990 beschaffte die Montafonerbahn zudem einen fabrikneuen, zweiteiligen Pendelzug des Typs „NPZ“, wie er auch bei den Schweizerischen Bundesbahnen und mehreren Schweizer Privatbahnen zum Einsatz kommt. Der Triebwagen erhielt die Bezeichnung ET 10.107, der Steuerwagen wurde als ES 10.207 bezeichnet. 1994 folgte eine zweite baugleiche Einheit, bestehend aus dem ET 10.108 und dem ES 10.208. 2007/2008 übernahm die MBS zudem zwei der vier 1984 in Dienst gestellten NPZ-Prototypen von den Schweizerischen Bundesbahnen, welche als ET 10.121 und 10.122 beziehungsweise ES 10.221 und 10.222 in den Fahrzeugpark eingereiht wurden.

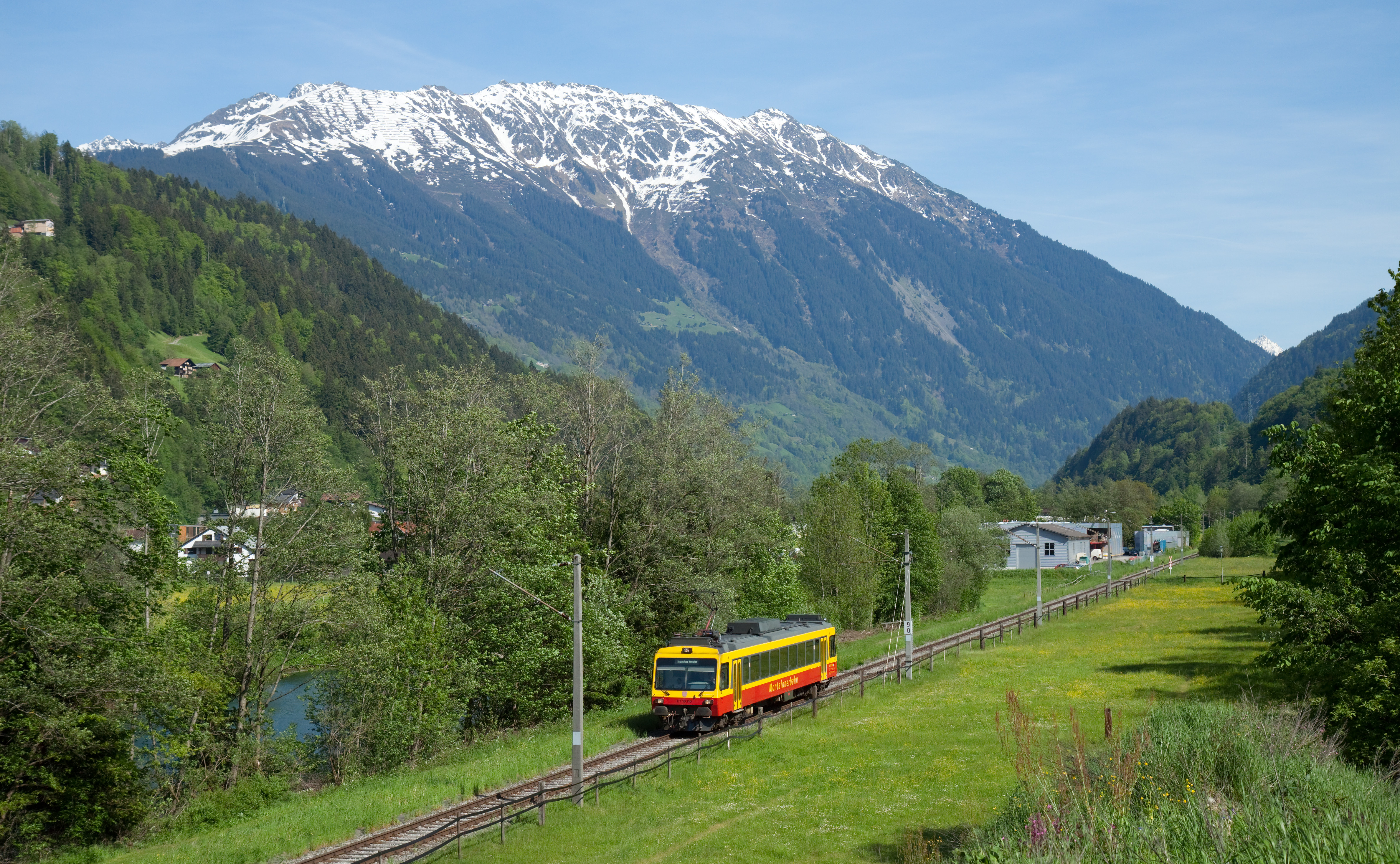
ET 10.109 zwischen Vandans und Kaltenbrunnen (2010)

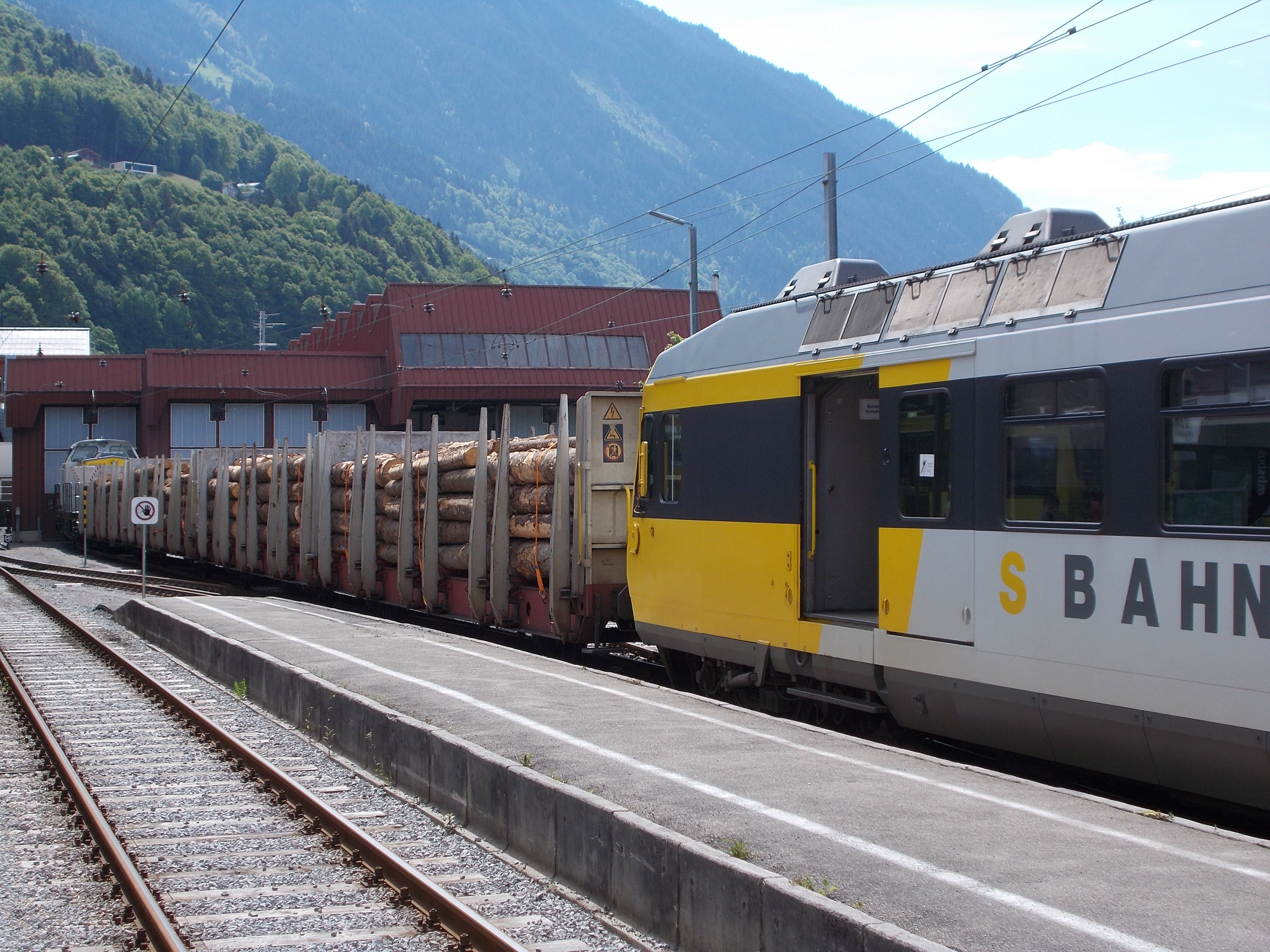
Ein im fahrplanmäßigem Personenverkehr eingesetzter MBS-Triebwagen mit angehängten Holztransportwagen steht im Bahnhof Schruns zur Abfahrt bereit (2015)

In den Jahren 2000 und 2001 lieferte Stadler Rail die beiden Triebwagen ET 10.109 und 10.110 an die Montafonerbahn. Diese können als Alleinfahrer oder in Mehrfachtraktion verkehren und konnten mit einer Anfahr- und Dauerzugkraft von 182 kN auch Güterwagen befördern.

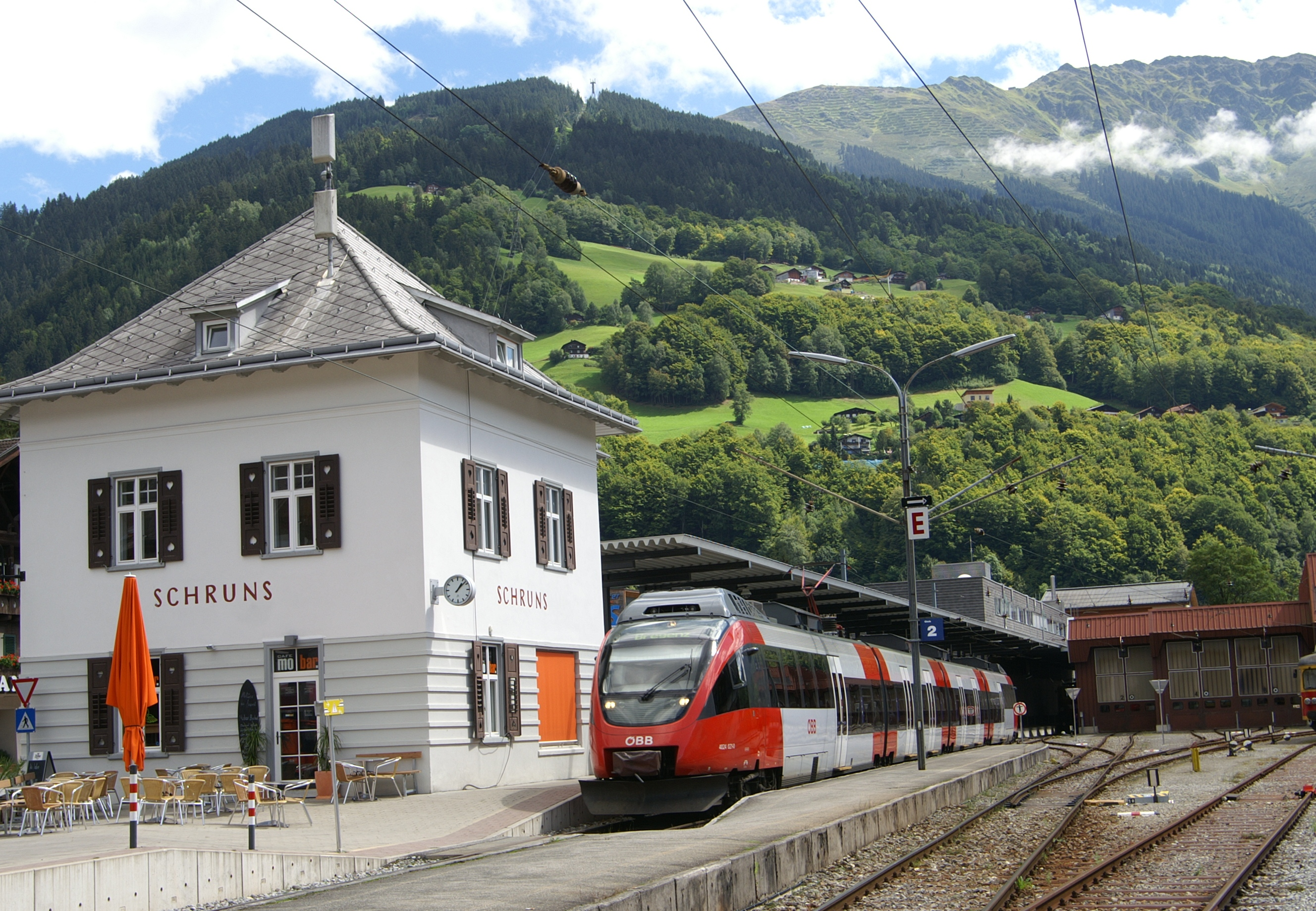
Ein Talent der ÖBB im Endbahnhof Schruns (2007)

Erst seit dem 10. Dezember 2005 verkehrten auf der Montafonerbahn im Rahmen eines Laufkilometerausgleichs planmäßig auch Fahrzeuge der Österreichischen Bundesbahnen (ÖBB), darunter Niederflur-Triebwagen des Typs Talent, CityShuttle-Wendezuggarnituren sowie mit Taurus-Lokomotiven bespannte moderne Doppelstockwagen. Im Gegenzug verkehrten NPZ-Garnituren der MBS, teilweise mit CityShuttle-Wagen der ÖBB verstärkt, durchgehend von Schruns über Bludenz, Feldkirch und Bregenz bis nach Lindau in Deutschland. Auch auf der über liechtensteinisches Staatsgebiet führenden Linie von Feldkirch nach Buchs in der Schweiz wurden einige Leistungen durch die MBS erbracht, sodass die Fahrzeuge der Montafonerbahn regelmäßig in vier verschiedenen Ländern anzutreffen waren.
Zum Fahrplanwechsel 2020 ging der Einsatz von eigenen Triebwagen zu Ende, stattdessen kommen nun im Personenverkehr ausschließlich barrierefreie und klimatisierte Fahrzeuge der ÖBB zum Einsatz. Anzutreffen sind Bombardier Talent in verschiedenen Ausstattungsvarianten und seit Dezember 2022 auch neue Siemens Desiro ML, welche die Talent schrittweise ersetzen sollen. Die vier NPZ-Garnituren sowie die beiden Stadler-Triebwagen stehen zum Verkauf. Bei Doppeltraktionen, wie sie teilweise auf REX-Linien eingesetzt werden, die nach Schruns weiterfahren, werden jeweils die 3 in Richtung Schruns vorderen Türen und der zugehörige Zugteil ab Bludenz für Fahrgäste gesperrt, da die Bahnsteige auf der Montafonerbahn nicht lang genug sind
Im Güterverkehr kamen seit 1980 zwei von den Österreichischen Bundesbahnen übernommene Elektrolokomotiven der Reihe 1045 (Baujahr 1927) zum Einsatz. Nach ihrer Ausmusterung im Jahr 2009 gelangten die 1045.01 und 1045.03 zur ÖGEG (Österreichische Gesellschaft für Eisenbahngeschichte) und sind heute im Lokpark Ampflwang beheimatet. Für die Beförderung der Güterzüge übernahm die MBS im Jahr 2009 eine durch Alstom umgebaute Diesellokomotive V 10.017 der DR-Baureihe V 100.1 (Baujahr 1972) und im Juni 2012 die sechsachsige ÖBB-Elektrolokomotive 1110.524 (Baujahr 1960), welche im gelb-weißen Farbschema der mbs lackiert und Anfang 2021 der „Regiobahn“ in Niederösterreich übergeben wurde.

## Unfälle
Mit 36 Bahnübergängen hat die Montafonerbahn eine hohe Dichte an Kreuzungen durch Straßenverkehr. Dies führt immer wieder zu Unfällen oder Störungen:
- Im April 2014 starb ein Autofahrer bei einer Kollision auf einem unbeschrankten Bahnübergang.[33]
- Am 3. Februar 2016 und 3. Mai 2017 kollidierten LKW-Lenker, die das Rotlicht übersahen, mit MBS-Triebzügen.[34][35]
- Ein anderer LKW-Fahrer zerriss im Herbst 2014 mit einem zu hohen Aufbau beim Passieren eines Bahnübergangs die Oberleitung.[36]
- Am 26. Oktober 2019 stieß eine Pkw-Lenkerin auf dem „Alma-Bahnübergang“ mit einem Zug zusammen und wurde unbestimmten Grades verletzt.[37]
- Am 20. Jänner 2021 abends kollidierte eine Pkw-Lenkerin auf demselben Bahnübergang trotz eingeschaltetem Rotlicht mit einem Zug. Ihr Fahrzeug wurde gegen einen Oberleitungsmast aus Beton geschleudert. Dieser neigte sich, die Oberleitung riss. Die Schwerverletzte musste bis zur Erdung der herabhängenden Leitung im Autowrack eingeklemmt ausharren, der beschädigte Zug abgeschleppt und die Strecke zur Schadensbehebung bis zum Betriebsschluss des 22. Jänner gesperrt werden.[38][39][40]
- Am 30. Jänner 2023 kollidierte am mit Rotlicht gesicherten Bahnübergang der L 188 am Tschaggunser Bahnhof – wie dort zuvor schon öfters – ein Kfz-Lenker mit einem Zug. Es blieb bei erheblichem Sachschaden.[41]

## Medien
- Unterwegs mit der Montafonerbahn. Andrej Púlui, Manfred Böhm, Bahn TV, 2007.